# End-of-year Internationals 2000
Die End-of-year Internationals 2000 (auch als Autumn Internationals 2000 bezeichnet) waren eine vom 4. November bis zum 2. Dezember 2000 stattfindende Serie von internationalen Rugby-Union-Spielen.
Frankreich und Neuseeland spielten das erste Mal um die Dave Gallaher Trophy. Da die aus zwei Spielen bestehenden Serie 1:1 ausging, gewann Neuseeland nach Punktedifferenz. Das zweite Spiel war das erste überhaupt, das im Stade Vélodrome stattfand.
Der damalige Six-Nations-Sieger England absolvierte ein Spiel gegen den damaligen Tri-Nations-Sieger Australien. England gewann das Spiel und holte dadurch erstmals den Cook Cup. Es war zudem der erste Sieg Englands gegen Australien seit der Professionalisierung des Sports fünf Jahre zuvor.
Ein paar Tage später traten Englands Spieler wegen eines Streits mit der Rugby Football Union über die Bezahlung in einen Streik. Da am folgenden Wochenende ein Spiel gegen Argentinien geplant war, hätte Englands damaliger Trainer Clive Woodward beinahe einen neuen Kader zusammengestellt. Der Streik endete mit einer Klärung der Streitfrage, sodass die Spieler wie geplant gegen Argentinien antreten konnten.

## Ergebnisse
(alle Zeitangaben entsprechen der jeweiligen Ortszeit)

### Woche 1
| 4. November 2000 15:00 | Irland | 78 : 9         | Japan                  | Lansdowne Road, Dublin Zuschauer: 15.000 Schiedsrichter: Nigel Whitehouse (Wales) |
| 4. November 2000 15:00 | Versuche: Clohessy Henderson Hickie (3) Howe (2) Murphy O’Driscoll (2) Stringer Erhöhungen: O’Gara (10) Straftritte: O’Gara | (29:9) Bericht | Erhöhungen: Hirose (3) | Lansdowne Road, Dublin Zuschauer: 15.000 Schiedsrichter: Nigel Whitehouse (Wales) |

| 4. November 2000 18:45 | Schottland                                                                                             | 53 : 6         | Vereinigte Staaten     | Murrayfield Stadium, Edinburgh Zuschauer: 35.638 Schiedsrichter: Pablo Deluca (Argentinien) |
| 4. November 2000 18:45 | Versuche: Leslie (2) Paterson Pountney Townsend (2) Erhöhungen: Townsend (4) Straftritte: Townsend (5) | (15:3) Bericht | Straftritte: Wells (2) | Murrayfield Stadium, Edinburgh Zuschauer: 35.638 Schiedsrichter: Pablo Deluca (Argentinien) |

- Erstes Test Match überhaupt zwischen Schottland und den Vereinigten Staaten.

| 4. November 2000 18:45 | Frankreich                                                       | 13 : 18       | Australien            | Stade de France, Saint-Denis Zuschauer: 68.000 Schiedsrichter: Paul Honiss (Neuseeland) |
| 4. November 2000 18:45 | Versuche: Galthié Erhöhungen: Lamaison Straftritte: Lamaison (2) | (3:9) Bericht | Erhöhungen: Burke (6) | Stade de France, Saint-Denis Zuschauer: 68.000 Schiedsrichter: Paul Honiss (Neuseeland) |

### Woche 2
| 11. November 2000 14:00 | Italien                                         | 17 : 22        | Kanada                                                                             | Stadio Comunale Mario Battaglini, Rovigo Zuschauer: 4.000 Schiedsrichter: Didier Mené (Frankreich) |
| 11. November 2000 14:00 | Versuche: Dallan Straftritte: Mazzariol (3) Pez | (9:12) Bericht | Versuche: Wirachowski Erhöhungen: Barker Straftritte: Barker (4) Dropgoals: Barker | Stadio Comunale Mario Battaglini, Rovigo Zuschauer: 4.000 Schiedsrichter: Didier Mené (Frankreich) |

| 11. November 2000 14:00 | Schottland                | 9 : 30        | Australien                                                                 | Murrayfield Stadium, Edinburgh Zuschauer: 64.103 Schiedsrichter: Chris White (England) |
| 11. November 2000 14:00 | Straftritte: Townsend (3) | (9:9) Bericht | Versuche: Burke Latham Roff Erhöhungen: Latham (3) Straftritte: Latham (3) | Murrayfield Stadium, Edinburgh Zuschauer: 64.103 Schiedsrichter: Chris White (England) |

| 11. November 2000 16:00 | Wales                                                                                                   | 50 : 6         | Samoa                   | Millennium Stadium, Cardiff Zuschauer: 65.000 Schiedsrichter: Stuart Dickinson (Australien) |
| 11. November 2000 16:00 | Versuche: Bateman Gough Taylor Williams (2) Strafversuch Erhöhungen: Thomas (4) Straftritte: Thomas (4) | (19:3) Bericht | Straftritte: Patu Sanft | Millennium Stadium, Cardiff Zuschauer: 65.000 Schiedsrichter: Stuart Dickinson (Australien) |

| 11. November 2000 19:45 | Frankreich                                                                        | 26 : 39         | Neuseeland                                                              | Stade de France, Saint-Denis Zuschauer: 78.531 Schiedsrichter: Wayne Erickson (Australien) |
| 11. November 2000 19:45 | Versuche: Pelous Bernat-Salles Erhöhungen: Lamaison (2) Straftritte: Lamaison (4) | (12:15) Bericht | Versuche: Cullen Howlett Erhöhungen: Mehrtens Straftritte: Mehrtens (9) | Stade de France, Saint-Denis Zuschauer: 78.531 Schiedsrichter: Wayne Erickson (Australien) |

| 12. November 2000 19:45 | Argentinien                                                                        | 33 : 37         | Südafrika                                                                                                | Estadio Monumental, Buenos Aires Zuschauer: 60.000 Schiedsrichter: Scott Young (Australien) |
| 12. November 2000 19:45 | Versuche: Arbizu Contepomi Orengo Erhöhungen: Quesada (3) Straftritte: Quesada (4) | (16:24) Bericht | Versuche: Andrews Fleck Paulse (2) van Straaten Erhöhungen: Montgomery (3) Straftritte: van Straaten (2) | Estadio Monumental, Buenos Aires Zuschauer: 60.000 Schiedsrichter: Scott Young (Australien) |

### Woche 3
| 18. November 2000 14:00 | Italien                                                                     | 37 : 17        | Rumänien                                                      | Stadio Ciro Vigorito, Benevento Zuschauer: 3.260 Schiedsrichter: Joël Jutge (Frankreich) |
| 18. November 2000 14:00 | Versuche: Caione (2) Lo Cicero Martin Pez Rainieri Troncon Erhöhungen: Preo | (15:3) Bericht | Versuche: Ghioc Septar Erhöhungen: Mitu (2) Straftritte: Mitu | Stadio Ciro Vigorito, Benevento Zuschauer: 3.260 Schiedsrichter: Joël Jutge (Frankreich) |

| 18. November 2000 14:30 | England | 22 : 19        | Australien                                                                        | Twickenham Stadium, London Zuschauer: 74.000 Schiedsrichter: André Watson (Südafrika) |
| 18. November 2000 14:30 | Versuche: Luger 80.+8 erh. Erhöhungen: Wilkinson (1/1) Straftritte: Wilkinson 7., 13., 27., 55. Dropgoals: Wilkinson 40.+2 | (12:9) Bericht | Versuche: Burke 42. erh. Erhöhungen: Burke (1/1) Straftritte: Burke 19., 23., 46. | Twickenham Stadium, London Zuschauer: 74.000 Schiedsrichter: André Watson (Südafrika) |

| 18. November 2000 19:45 | Frankreich                                                                                                   | 42 : 33         | Neuseeland                                                                           | Stade Vélodrome, Marseille Zuschauer: 76.000 Schiedsrichter: Jonathan Kaplan (Südafrika) |
| 18. November 2000 19:45 | Versuche: Galthié Garbajosa Magne Erhöhungen: Lamaison (3) Straftritte: Lamaison (5) Dropgoals: Lamaison (2) | (26:24) Bericht | Versuche: Howlett Marshall Slater Erhöhungen: Mehrtens (3) Straftritte: Mehrtens (4) | Stade Vélodrome, Marseille Zuschauer: 76.000 Schiedsrichter: Jonathan Kaplan (Südafrika) |

| 19. November 2000 14:00 | Irland                                                           | 18 : 28         | Südafrika | Lansdowne Road, Dublin Zuschauer: 50.000 Schiedsrichter: Steve Lander (England) |
| 19. November 2000 14:00 | Versuche: Hickie Howe Erhöhungen: O’Gara Straftritte: O’Gara (2) | (10:13) Bericht | Versuche: Krige van der Westhuizen Venter Erhöhungen: Montgomery van Straaten Straftritte: Montgomery (2) van Straaten | Lansdowne Road, Dublin Zuschauer: 50.000 Schiedsrichter: Steve Lander (England) |

### Woche 4
| 25. November 2000 14:30 | Italien                                           | 19 : 56        | Neuseeland | Stadio Luigi Ferraris, Genua Zuschauer: 44.500 Schiedsrichter: Robert Davies (Wales) |
| 25. November 2000 14:30 | Versuche: Lo Cicero Saviozzi Straftritte: Pez (3) | (9:25) Bericht | Versuche: Cribb (2) Howlett Marshall Reihana (2) Spencer Tiatia Erhöhungen: Spencer (5) Straftritte: Spencer (2) | Stadio Luigi Ferraris, Genua Zuschauer: 44.500 Schiedsrichter: Robert Davies (Wales) |

| 25. November 2000 14:30 | England                                                          | 19 : 0        | Argentinien | Twickenham Stadium, London Zuschauer: 60.000 Schiedsrichter: Alan Lewis (Irland) |
| 25. November 2000 14:30 | Versuche: Cohen Erhöhungen: Wilkinson Straftritte: Wilkinson (3) | (9:0) Bericht |             | Twickenham Stadium, London Zuschauer: 60.000 Schiedsrichter: Alan Lewis (Irland) |

| 26. November 2000 15:00 | Wales                                                           | 13 : 23        | Südafrika                                                                                      | Millennium Stadium, Cardiff Zuschauer: 72.500 Schiedsrichter: Steve Walsh (Neuseeland) |
| 26. November 2000 15:00 | Versuche: Gibbs Erhöhungen: Jenkins Straftritte: Jenkins Thomas | (10:6) Bericht | Versuche: van der Westhuizen Paulse Erhöhungen: van Straaten (2) Straftritte: van Straaten (3) | Millennium Stadium, Cardiff Zuschauer: 72.500 Schiedsrichter: Steve Walsh (Neuseeland) |

### Woche 5
| 2. Dezember 2000 14:30 | England                                                              | 25 : 17        | Südafrika                                            | Twickenham Stadium, London Zuschauer: 70.200 Schiedsrichter: David McHugh (Irland) |
| 2. Dezember 2000 14:30 | Versuche: Greenwood Erhöhungen: Wilkinson Straftritte: Wilkinson (6) | (19:9) Bericht | Versuche: van Straaten Straftritte: van Straaten (4) | Twickenham Stadium, London Zuschauer: 70.200 Schiedsrichter: David McHugh (Irland) |